# Matej Čurma
Matej Čurma (Pliešovce, 7 marzo 1996) è un calciatore slovacco, difensore del Líšeň.

## Palmarès

### Club

#### Competizioni nazionali
- Coppa di Slovacchia: 2

Spartak Trnava: 2021-2022, 2022-2023